# Casira Chica
Casira Chica ist eine Ortschaft im Departamento Potosí im Hochland des südamerikanischen Andenstaates Bolivien.

## Lage
Casira Chica liegt in der Provinz Modesto Omiste und ist der zweitgrößte Ort im Cantón Casira im Municipio Villazón. Die Ortschaft liegt auf einer Höhe von 3501 m an einem der Zuflüsse zum Río Churqui Pampa, der flussabwärts über den Río Talina zum Río San Juan del Oro fließt. In Casira Chica befindet sich die Bildungseinrichtung „Unidad Educativa Casira Chica“.

## Geographie
Casira Chica liegt im südlichen Teil der kargen Hochebene des bolivianischen Altiplano. Das Klima ist wegen der Binnenlage kühl und trocken und durch ein typisches Tageszeitenklima gekennzeichnet, bei dem die Temperaturschwankungen zwischen Tag und Nacht in der Regel deutlich größer sind als die jahreszeitlichen Schwankungen.
Die Jahresdurchschnittstemperatur liegt bei 11 °C (siehe Klimadiagramm Villazón) und schwankt nur unwesentlich zwischen gut 5 °C im Juni/Juli und gut 14 °C von November bis März. Der Jahresniederschlag beträgt nur etwa 350 mm, mit einer stark ausgeprägten Trockenzeit von April bis Oktober mit Monatsniederschlägen unter 10 mm, und einer Feuchtezeit von Dezember bis Februar mit 70–90 mm Monatsniederschlag.

## Verkehrsnetz
Casira Chica liegt in einer Entfernung von 309 Straßenkilometern südlich von Potosí, der Hauptstadt des gleichnamigen Departamentos.
Von Potosí aus führt die vom Titicacasee kommende Nationalstraße Ruta 1 nach Südosten und erreicht nach 37 Kilometern die Ortschaft Cuchu Ingenio. Hier zweigt die Ruta 14 ab, die in südlicher Richtung über Tumusla, Cotagaita und Hornillos nach 224 Kilometern die Stadt Tupiza erreicht.
Um nach Casira Chica zu gelangen, bleibt man in Tupiza auf der rechten, westlichen Flussseite des Río Tupiza und folgt der Straße entlang des Flusses für drei Kilometer, verlässt dann den Fluss in südwestlicher Richtung und folgt ihr weitere sieben Kilometer. Hier teilt sich dann die Straße, eine Bergstraße führt in westlicher Richtung nach Thola Mayo (Chacopampa), während die Hauptstraße weiter geradeaus in südlicher Richtung über Quiriza und San Miguel de Kataty nach San José de Pampa Grande führt. Man durchquert den Río Talina, trifft auf der Westseite des Flusses auf Acnapa, erreicht nach weiteren neun Kilometern die weiter südlich gelegene Ortschaft Talina und nach noch einmal sechs Kilometern Chipihuayco. Am südöstlichen Ortsausgang von Chipihuayco durchquert man den Río Talina in südöstlicher Richtung und folgt der unbefestigten Straße elf Kilometer bis Chagua und noch einmal elf Kilometer in südlicher Richtung bis Berque. Von dort sind es dann noch einmal 30 Kilometer nach Südosten bis Villazon, und zwölf Kilometer nach Westen bis Casira Grande. Die Ortschaft Casira Chica liegt fünf Kilometer nördlich von Casira Grande und ist über einen nach Norden führenden Abzweig zweieinhalb Kilometer vor Casira Grande zu erreichen.

## Bevölkerung
Die Einwohnerzahl der Ortschaft ist in dem Jahrzehnt zwischen den beiden letzten Volkszählungen geringfügig angestiegen:
| Jahr | Einwohner         | Quelle       |
| ---- | ----------------- | ------------ |
| 1992 | keine Detaildaten | Volkszählung |
| 2001 | 191               | Volkszählung |
| 2012 | 202               | Volkszählung |
| 2024 |                   | Volkszählung |

Die Region weist einen hohen Anteil an Quechua-Bevölkerung auf, im Municipio Tupiza sprechen 49,7 Prozent der Bevölkerung Quechua.